# Delias singhapura
Delias singhapura is een vlindersoort uit de familie van de Pieridae (witjes), onderfamilie Pierinae.
Delias singhapura werd in 1867 beschreven door Wallace.